# Гуальберто Фернандес
Гуальберто Фернандес (ісп. Gualberto Fernández, нар. 12 липня 1941) — сальвадорський футболіст, що грав на позиції воротаря. По завершенні ігрової кар'єри — тренер.
Фернандес представляв Сальвадор на Олімпійських іграх 1968 року, де зіграв у всіх трьох матчах — проти Ізраїлю, Угорщини та Гани.
У складі національної збірної Сальвадору був учасником чемпіонату світу 1970 року у Мексиці, на якому на поле не виходив.